# 王成全
王成全（1962年12月—），中华人民共和国政治人物，籍贯福建省福安县，中共党员。长期在福建省司法系统任职，曾任福建省高级人民法院副院长、厦门市中级人民法院院长、厦门市人大常委会副主任等职务。

## 生平
王成全于1984年7月参加工作，曾担任龙岩地区中级人民法院副院长，後进入福建省高级人民法院，历任法院书记员、助理审判员、审判员、刑一庭副庭长，2002年5月出任省法院刑一庭庭长、审判员，福建省高级人民法院审判委员会专职委员、副院长，2015年10月，转任福建省厦门市中级人民法院院长。
2021年1月，他当选为厦门市人大常委会副主任，直到2025年1月去职。